# Deklarativum
Deklarativa bzw. Deklarative Sprechakte sind Sprechakte, die sich in einem stark etablierten und institutionalisierten Rahmen bewegen. Es handelt sich dabei um eingebundene Sprechakte. Meist sind nur gewisse Personen dazu befugt, diese auszusprechen (z. B. „Hiermit erkläre ich euch zu Mann und Frau!“ „Ich schlage dich hiermit zum Ritter!“).